# Herrenhaus Hohennauen
In Hohennauen gibt es zwei Herrenhäuser. Das ältere, das Gutshaus Kleist von Bornstedt, wird hier als Herrenhaus I beschrieben. Das Herrenhaus II war bis in das 20. Jahrhundert das Gutshaus der Familie von der Hagen. Auch seine Geschichte wird in diesem Artikel dargestellt.

## Herrenhaus I (Kleist von Bornstedt)
Die Denkmalliste des Landes Brandenburg führt das Gutshaus Kleist von Bornstedt in der Alten Rathenower Straße 2 mit dazugehörigem Gutspark unter der Nummer 09150110 bzw. 09150410. Das Gebäude ist heute in einem ruinösen Zustand, der Park ist verwildert.

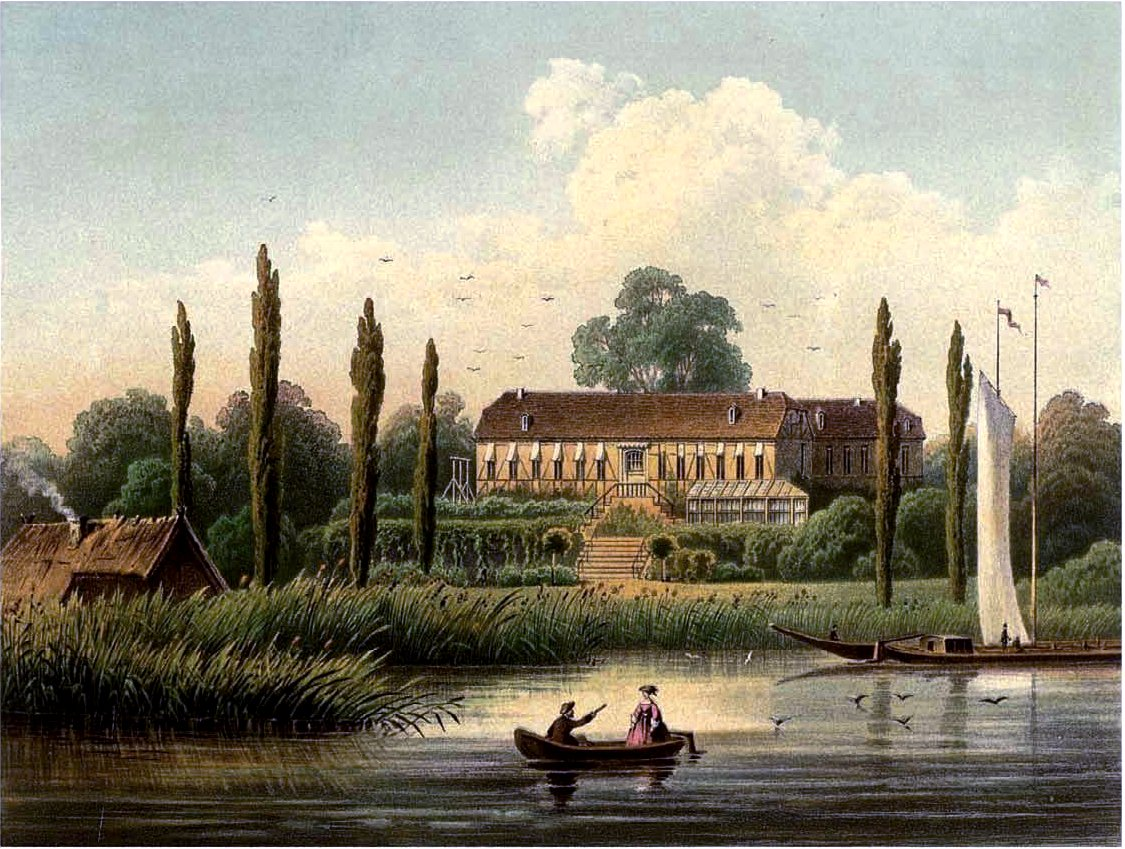
Herrenhaus Kleist von Bornstedt in Hohennauen, um 1864/65

### Geschichte
Auf einer Landzunge am Hohennauener See errichtet, befand sich an gleicher Stelle schon eine frühslawische Burg mit Vorburg. Bei Notgrabungen im Rahmen des Neubaus einer Schule 1985/86 unmittelbar nördlich des Herrenhauses konnte u. a. der slawische Ringwall dieser frühen Burganlage nachgewiesen werden. Die Burganlage wurde auch in deutscher Zeit weiter besiedelt und 1386 erstmals als „Hus to Hogenowen“ urkundlich erwähnt, als der Brandenburger Bischof Dietrich sie an Eckhard von Stechow und Arnd Friesack verpfändete. Vorherige Besitzer waren bis Mitte des 14. Jahrhunderts der Brandenburgische Markgraf, von dem zu dieser Zeit das Ländchen Rhinow mit Hohennauen an den Grafen von Lindow überging. 1376 verzichtete dieser jedoch darauf, und das Ländchen Rhinow ging mit Hohennauen an den Brandenburger Bischof über.
Um 1400 war die Burg Hohennauen im Besitz der Familie Zicker, die als berüchtigt für ihre Raubzüge beschrieben wird: „Zu Beginn des 15. Jh. schatzten die von Zicker auf „Slos Hogenowe“ Bürger aus Herzberg und machten Raubzüge in die Magdeburgischen Lande“.
1432 erfolgte die Verpfändung des Schlosses Hohennauen und allen Zubehörs durch den Markgrafen Johann an Nikolaus und Paul von Rohr.
Zum Übergang der Burg Hohennauen an die Familie von der Hagen geht die Literatur mit ihren zeitlichen Angaben auseinander: an einigen Stellen wird 1441 als Jahreszahl genannt, in anderen ist von VOR 1441 die Rede. An anderer Stelle wird gar die Jahreszahl 1445 als Jahr der Belehnung derer von der Hagens mit dem Ländchen Rhinow genannt. Die Abweichungen um die Jahreszahl 1441/1445 herum ergeben sich vermutlich aus der Belehnung der Familie von der Hagen mit großen Teilen des Ländchen Rhinows 1441 (z. B. „den hoff tur Mollenburg“ = Kietz mit seiner Mühlenburg) UND 1445 (z. B. „Alde Stadt“ = Rhinow). Die Burg bzw. das Schloss Hohennauen ging aber offenbar erst später in den Besitz derer von der Hagens über. Wann genau das war, ist in keiner Urkunde überliefert. Urkundlich nachgewiesen sind die Beziehungen von der Hagens zu Hohennauen erst ab 1483 als ein Hans von der Hage auf Hohennauen von seinen Vettern auf der Mühlenburg deren Göttliner Anteile kaufte. Tatsächlich als wohnhaft in Hohennauen („wanaftich to Hogen nowen“) bezeugt die von der Hagen erst eine Urkunde von 1492. Dabei werden ein Thomas von der Hagen und die Brüder Achim, Otto und Kuno namentlich genannt.
In der Mitte des 16. Jahrhunderts hatten die von der Hagens zwei Wohnhöfe im Ort. Unmittelbar am Dorf vorbei führte damals noch das Flüsschen Stollense. Dessen einzigen Übergang, eine Zugbrücke, ließen die von der Hagens nach Belieben aufziehen und handelten sich so Anfang des 17. Jahrhunderts einen Rechtsstreit mit der Stadt Rathenow ein, aus dem sie jedoch als Sieger hervorgingen. Zur Zeit des Dreißigjährigen Krieges ist zu dessen unmittelbaren Auswirkungen auf Burg und Dorf Hohennauen nichts überliefert, außer, dass es 1636 bei Hohennauen zu einem Scharmützel zwischen schwedischen und brandenburgischen Soldaten kam.
Im 17. Jahrhundert zerfiel der von Hagensche Gutsbesitz in vier Teile, von denen zwei, nämlich der erste und der vierte Teil, 1692 aufgrund von Schulden an Johann Gottfried von Rauchhaupt veräußert wurden. Dazu gehörte auch das Areal der Burg. Von Rauchhaupt errichtete an dieser Stelle um 1700 ein neues Herrenhaus. Von der Burg waren laut Alexander Duncker um ca. 1865 noch wenige Mauerreste und das Burgverlies vorhanden. Spätestens nach dem Tod Johann Gottfried von Rauchhaupts 1730 (in anderen Quellen wird eine Übergabe schon 1725 bzw. 1726 erwähnt) ging das Herrenhaus zunächst an seinen Sohn Hans Otto von Rauchhaupt, dann 1751 an dessen Schwester Anna Helene von Quast und schließlich 1775 an deren Schwiegersohn Generalleutnant Hans Ehrenreich von Bornstedt. Da der Generalleutnant keine Nachfahren hatte, erbte sein Neffe Franz Otto von Kleist das 1802 zum Majorat erhobene Rittergut. Entsprechend dem Testament Hans Ehrenreich von Bornstedts, das verlangte, dass der Name von Bornstedt im Erbfalle zu führen wäre, nahm Franz Otto den Namen „Kleist von Bornstedt“ an und vereinigte die Wappen. Da seine beiden Kinder schon sehr früh starben, erbte sein Bruder Ludwig Carl Kleist von Bornstedt das Herrenhaus Hohennauen. Nach seinem Tod 1854 erbte sein ältester Sohn Otto Friedrich Erdmann Kleist von Bornstedt das Gut Hohennauen, der es wiederum 1886 an seinen Sohn Thassilo Theodat Erdmann Kleist von Bornstedt weitervererbte. Nachdem Thassilo Kleist von Bornstedt in seinem 55. Lebensjahr an der Grippe starb, wurde sein Sohn Ludwig Otto Erdmann Tassilo Deodat (1899–1989) neuer und letzter Besitzer des Herrenhauses aus der Familie Kleist von Bornstedt. Noch kurz vor 1923 werden für die Rittergüter I und IV Hohennauengesamtheitlich 1713 ha ausgewiesen. Er geriet kurz später in der Weltwirtschaftskrise 1930 in finanzielle Schwierigkeiten und verkaufte das Gut schließlich 1938 an die Gemeinde Hohennauen.
Das Herrenhaus wurde von der Gemeinde als Schule genutzt bis 1987 ein neues Schulgebäude errichtet wurde.

### Architektur/Baugeschichte
Das erste Herrenhaus wurde 1700 von Johann Gottfried von Rauchhaupt über den Fundamenten der alten Burganlage errichtet und wurde bei einer späteren Erweiterung als Westflügel der dreiflügeligen Anlage integriert. Dieses erste Gebäude war ein oblonger, eingeschossiger Fachwerkbau mit unverputzten Ziegelausfachungen. Diese Bauweise war für die Zeit sehr ungewöhnlich, da sie witterungsbeständige Ziegel erfordert, die damals in Brandenburg sehr knapp waren.

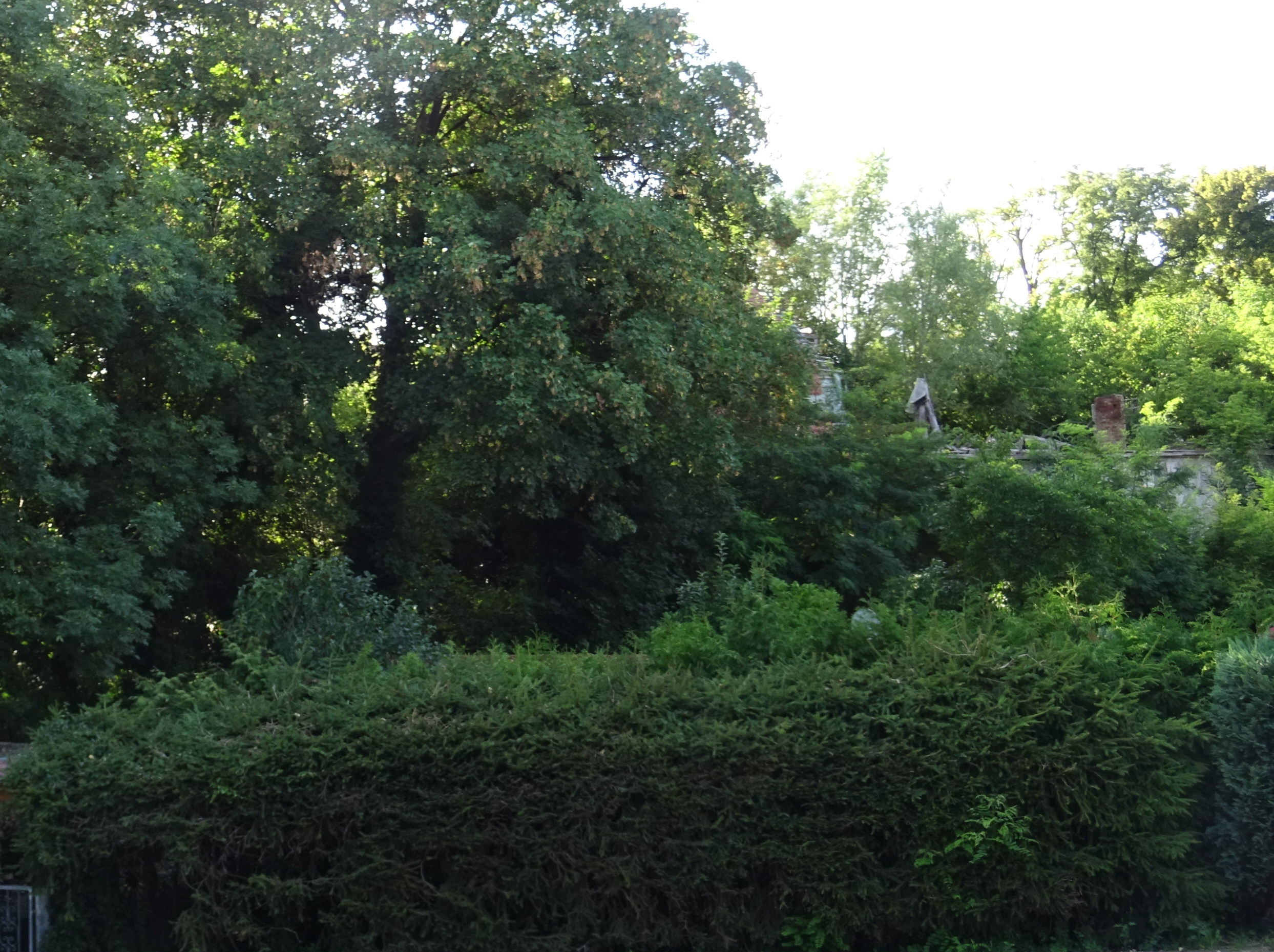
Ruine des Gutshauses im Jahr 2018.

Die Erweiterung zur Dreiflügelanlage erfolgte etwa 1778 durch Hans Ehrenreich von Bornstedt ebenfalls in Fachwerkbauweise, das Herrenhaus blieb aber weiter eingeschossig und als einfache Baukörper mit Krüppelwalmdach recht schlicht. Von dieser Phase des Herrenhauses gibt es eine Abbildung aus der Sammlung Duncker.
Im Jahr 1928 erhielt der Mittelflügel hof- und parkseitig massive, giebelgekrönte, dreiachsige Mittelrisalite. Die Gefache des Ost- und Mittelflügels wurden vermutlich in diesem Zusammenhang vermauert und verputzt. Das Gebäude erhielt ein Mansarddach.

### Gegenwart
Anfang der 1990er Jahre erwarb ein Berliner Unternehmensberater das Anwesen mit dem Ziel der Einrichtung eines touristischen Bildungszentrums. Das Projekt scheiterte jedoch, die Sanierung wurde nur im Ansatz begonnen. Seither steht das Herrenhaus leer und verfällt. Anfang 2018 gab es einen neuen Interessenten für das Herrenhaus, der für die Gemeinde eine letzte Hoffnung auf einen Erhalt des Gebäudes darstellte.

## Herrenhaus II (von der Hagen)
Das von der Hagensche Herrenhaus in der Pareyer Straße 7 in Hohennauen ist in der Denkmalliste des Landes Brandenburg mit der Nummer 09150112 eingetragen.

### Geschichte

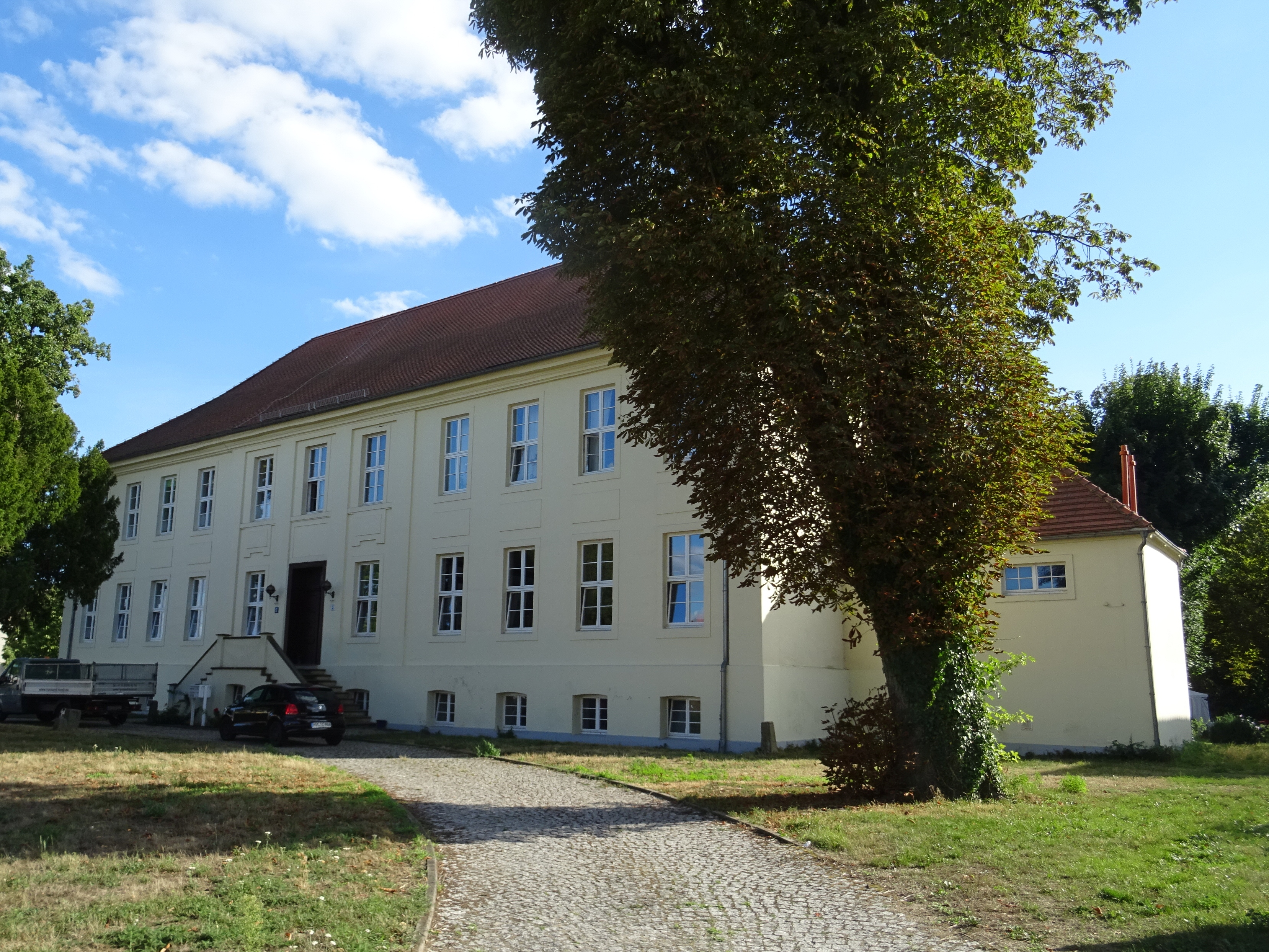
Das Herrenhaus Pareyer Straße im Jahr 2018.

Das zweite Herrenhaus in Hohennauen wurde 1792 im Auftrag des Konsortialpräsidenten Thomas Philipp d. J. von der Hagen (1729–1797) errichtet. Er war auch Domherr des Hochstifts zu Brandenburg, liiert mit Maria Albertine Gräfin Wartensleben. Nach weiteren Quellen war Thomas Philipp jun. von der Hagen sogar Kommendator des Johanniterordens zu Wietersheim und Domherr zu Havelberg.
Nach dem Verkauf zweier Gutsanteile an Johann Gottfried von Rauchhaupt 1692 waren den von der Hagens noch zwei Rittergüter im Ort geblieben. So waren insgesamt drei Gutsbesitzer in Hohennauen ansässig. Das führte insbesondere zwischen Mitgliedern der Familie von der Hagen, nämlich Hauptmann Thomas Philipp d. Ä. von der Hagen und seinem Vetter Leutnant Wieprecht Gottfried von der Hagen zu Streitigkeiten. Nachdem letzterer in einem Rechtsstreit um einen geplanten Wohnhausbau unterlag, verkaufte er seinen Anteil an Thomas Philipp d. Ä. von der Hagen und siedelte nach Gut Langen im Ruppiner Raum um. Diese Konsolidierung beider Güter in Hohennauen war Auslöser für Sanierungen an den Besitzungen, den Ausbau der Landwirtschaft und weitere Investitionen. Schon drei Jahre vor seinem Tode übergab Thomas Philipp sen. von der Hagen 1753 den Besitz an seinen Sohn, Thomas Philipp jun. von der Hagen, der die Entwicklung des Gutes weiter voran brachte und das heutige von der Hagensche Herrenhaus erbauen ließ. Zu Zeiten des Otto von der Hagen (1853–1912), preußischer wirklicher Geheimer Rat, waren Hohennauen II und III bereits ein Familienfideikommiss. Nach dem 1929 letztmals veröffentlichten Brandenburgischen Güteradressbuch stehen für die Rittergüter derer von Hagen, vertreten durch Dr. phil Thomas Philipp von der Hagen-Hohennauen (1881–1940), Hohennauen II und III, genau 1010 ha zu Buche. Pächter war ein I. Hölscher. Der Anteil des Waldes ist mit 330 ha genannt.
Seine im Herrenhaus befindliche berühmte Bibliothek umfasste vor allem 2000 Bände zur Geschichte Preußens und 4000 genealogische Bände und weitere Sammlungen, ging jedoch 1945 durch Plünderungen verloren. Letzte Grundbesitzerin war nach dem Genealogischen Handbuch des Adels die zweite Ehefrau des Gutsherrn, seine aus Bremen stammende Witwe Margret Köster, 1941 wieder verheiratete Frau von Graefe. Der Sohn aus erster Ehe, Werner von der Hagen, war 1940 in Frankreich als Unteroffizier gefallen.
Zu DDR-Zeiten befand sich in dem Haus ein Kinderkurheim. Ab dessen Schließung 1990 stand das Gebäude leer. In den Jahren 1999–2001 wurde es saniert und darin mehrere Wohnungen geschaffen.

### Architektur/Baugeschichte
Der zweigeschossige Putzbau von 11 Achsen mit rechteckigem Grundriss und abgewalmtem Satteldach wird dem Frühklassizismus Berliner Prägung zugeordnet. Sein strenges, zurückhaltendes Formenvokabular wird dabei als bezeichnend genannt.
Das Treppenhaus von 1793/1794 mit seinen wertvollen Details, darunter dorische Säulen und Geländer mit schön geformten Brett-Balustern und Flechtbandornamentik, hat sich bis heute erhalten.
Die äußeren Freitreppen wurden vom Steinmetzmeister Siedersleben aus Seehausen gesetzt und vormontiert über den Wasserweg angeliefert, den Innenausbau führte Zimmermeister Wolf aus Ruppin aus.

### Gegenwart
Das Haus wird seit der Sanierung in den Jahren 1999–2001 als Mehrfamilienwohnhaus genutzt.